# Divisa de las granadas

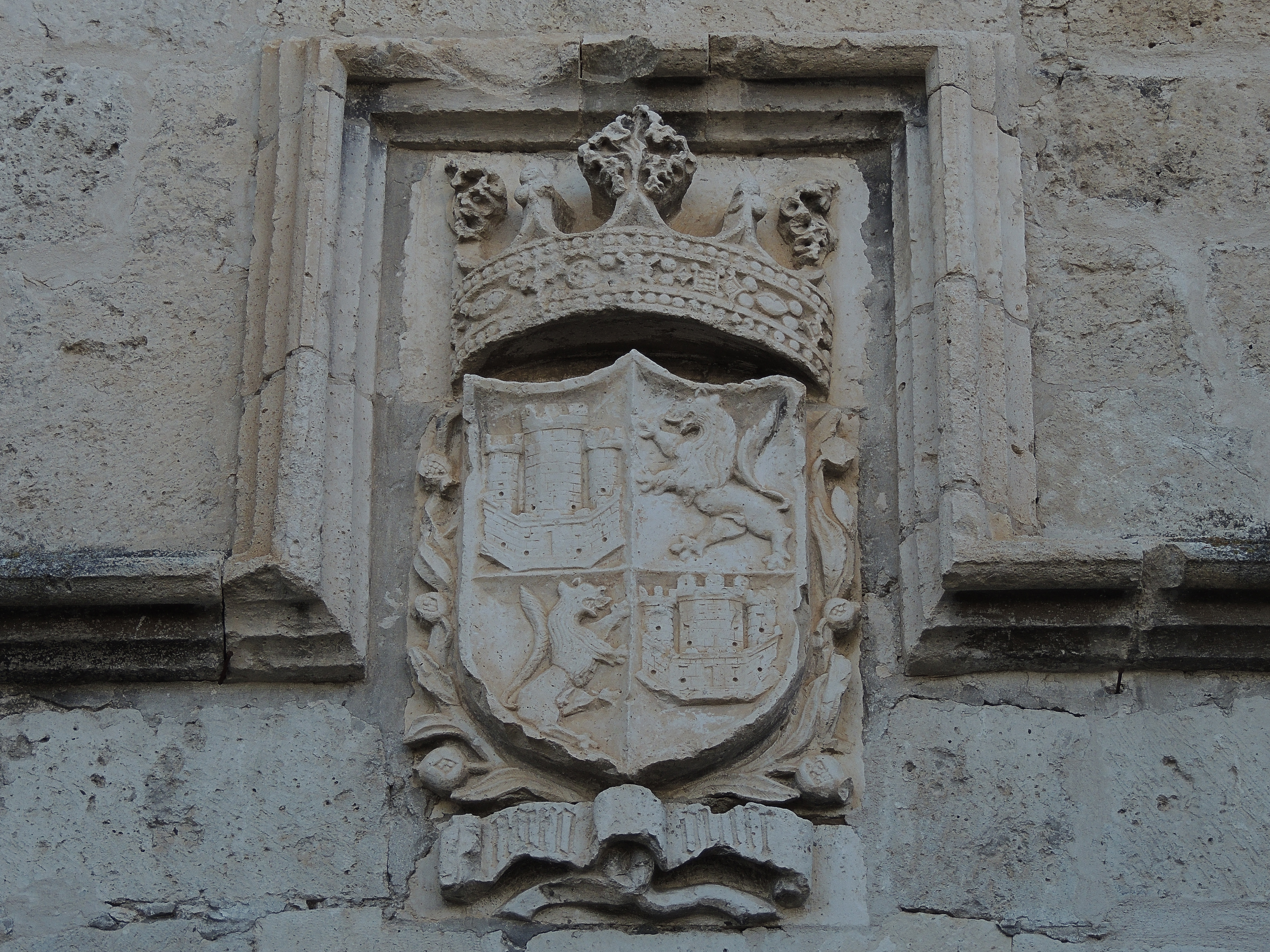
Escudo de Enrique IV con su divisa de las granadas y el mote Agro dulce en la entrada del castillo de Cuéllar, único lugar que se conserva en el que aparece el conjunto de armas reales con la divisa y el mote.

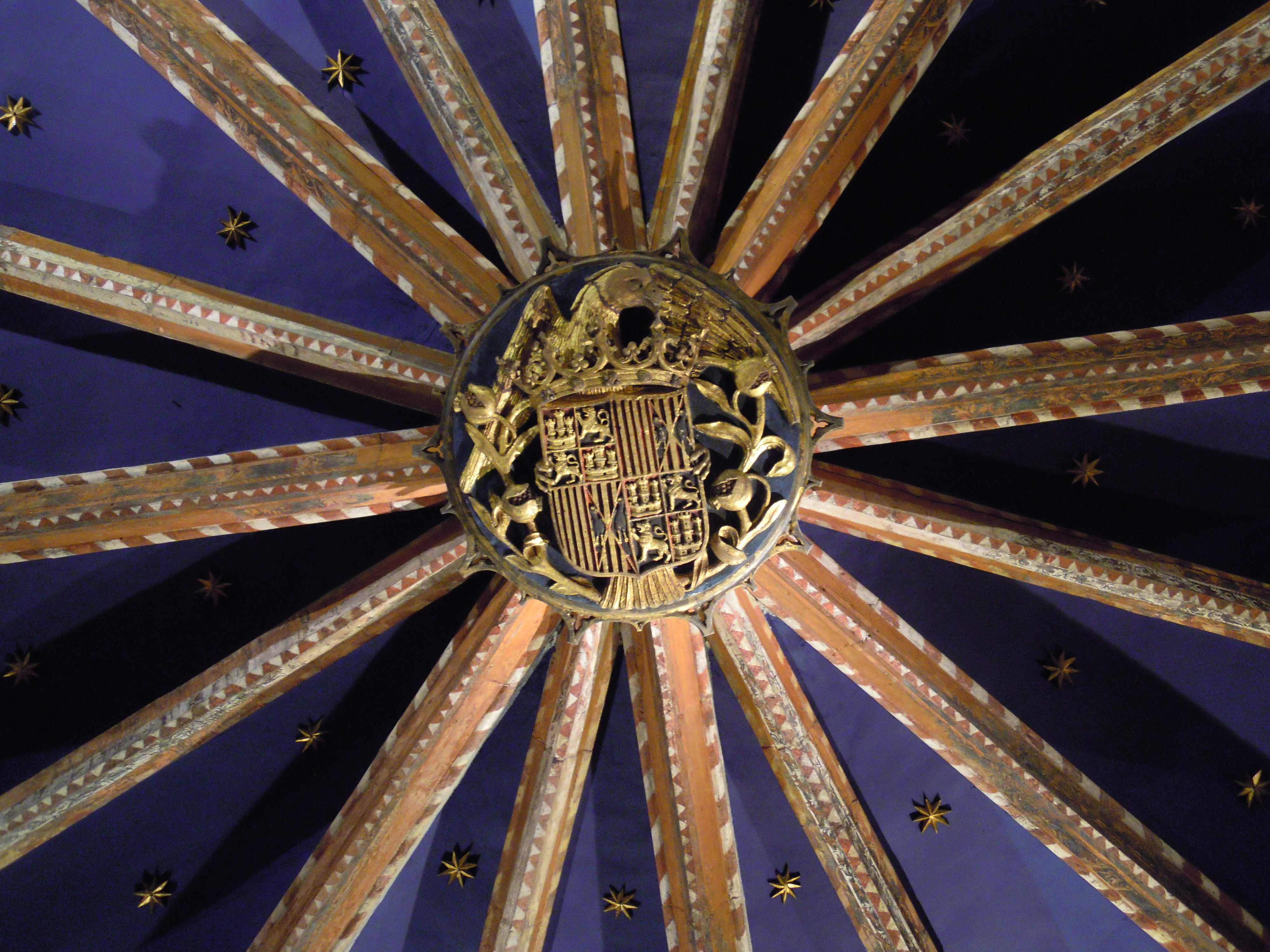
Escudo de los Reyes Católicos con ramas de granadas en la clave de la bóveda de la Sala Gótica de la Casa del Cordón de Vitoria.

La divisa de las granadas fue una empresa o divisa utilizada por el rey Enrique IV de Castilla como señal identitaria personal al menos desde el año 1456.
Su representación consistía en el fruto de la granada. En ocasiones se representan varios de estos frutos mediante dos ramos rodeando el escudo real, en otras aparece solo el fruto aislado, o en ambos casos puede aparecer acompañado del lema o mote «Agro dulce», en alusión al sabor del fruto, con el que se da a entender las decisiones extremas a las que se debe enfrentar un monarca para gobernar.
La divisa regia fue plasmada en todo tipo de soportes alusivos o patrocinados por el monarca. Uno de los ejemplos se localiza en la puerta de entrada del castillo de Cuéllar (Segovia), que constituye el único ejemplo conservado en el que aparecen las armas reales junto a la divisa y el mote.
El propio monarca convertirá después su divisa personal en una orden de caballería, conocida como la Granada de Oro o el Haz de Granadas, que dispuso de un pendón o guion propio de color verde con el emblema «una granada sobre un globo, con un cabo o pedículo y algunas hojas», constituyendo la última hermandad caballeresca de esta naturaleza. Así la entregó en 1457, junto al collar de la Escama y la Orden de la Banda al noble suebo Jörg von Ehingen durante uno de sus viajes a España, así como a su amigo austriaco Jorge de Ramyden, de Salzburgo.
Desde agosto de 1492, también fue utilizado por los Reyes Católicos. Tradicionalmente se considera que su incorporación fue producto de la conquista de Granada, pero también se cree que su significado va mucho más allá que la simple incorporación territorial, y lo utilizaron con el mismo simbolismo que lo usó Enrique IV, los extremos a los que se puede enfrentar el rey durante su gobierno. Esta conclusión se avala en el uso que los Reyes Católicos hicieron del mote Agro dulce junto al yugo y las flechas, en alusión a que quien no se sometiese por las buenas, con el yugo, lo haría por las malas, las flechas, pudiendo ser el final agrio o dulce. También el hecho de que sea representado como ornamento de su escudo y no como parte de él, como aparece en la Casa del Cordón de Vitoria. Los Reyes Católicos adoptaron oficialmente este símbolo en 1497.